# Erimystax harryi
Erimystax harryi är en fiskart som först beskrevs av Hubbs och Crowe, 1956.  Erimystax harryi ingår i släktet Erimystax och familjen karpfiskar. Inga underarter finns listade i Catalogue of Life.